# Lipoprotein lipase
Lipoprotein lipase (LPL) (EC 3.1.1.34) là thành viên của họ gen quy định lipase, gồm lipase tụy, lipase gan và lipase nội mô. LPL là một enzyme hòa tan trong nước, thủy phân chất béo trung tính trong lipoprotein (chất có trong chylomicrons và lipoprotein mật độ rất thấp (VLDL)), thành hai axit béo tự do và một phân tử monoacylglycerol. Enzyme liên quan đến sự hấp thu những mảnh còn sót lại của chylomicron, lipoprotein giàu cholesterol và axit béo tự do của tế bào. ApoC-II là cofactor của LPL.
LPL được gắn vào mặt trong của tế bào nội mô trong mao mạch nhờ protein glycosylphosphatidylinositol HDL-gắn-protein 1 (GPIHBP1) và bởi các peptidoglycan được heparan sulfate hóa. Enzyme được tìm thấy nhiều trong mô mỡ, tim và mô cơ xương, tuyến vú.

## Tổng hợp
Tóm lại, LPL tiết ra từ các tế bào nhu mô ở tim, cơ và mỡ dưới dạng homodimer được glycosyl hóa, sau đó nó di chuyển qua chất nền ngoại bào và tế bào nội mô đến màng trong mao mạch. Sau khi dịch mã, protein mới được tổng hợp được glycosyl hóa trong mạng lưới nội chất. Các vị trí glycosyl hóa của LPL là Asn-43, Asn-257 và Asn-359. Glucosidase cắt bỏ glucose; việc cắt glucose này chịu trách nhiệm cho sự thay đổi về hình dạng nhằm hoạt hóa hoạt động xúc tác của LPL dưới dạng hai cấu phần protein giống nhau (homodimer). Trong bộ Golgi, các oligosaccharid được thay đổi tạo hai chuỗi phức, hoặc hai chuỗi phức và một chuỗi mannose cao phân tử.  Trong hình dạng protein cuối cùng, carbohydrate chiếm khoảng 12% khối lượng phân tử (55-58 kDa).
Sự tạo thành hai cấu phần protein giống nhau (Homodimerization) là cần thiết trước khi LPL xuất bào. Sau giai đoạn xuất bào, LPL đi qua các tế bào nội mô và chui vào trong mao mạch nhờ protein glycosylphosphatidylinositol - một loại protein gắn lipoprotein mật độ cao type 1.

## Kết cấu
Cấu trúc tinh thể của LPL khá phức tap. Cấu thành của LPL gồm hai vùng riêng biệt: miền đầu-N lớn hơn có chứa vị trí hoạt động lipolytic và miền đầu-C nhỏ hơn. Hai vùng này gắn với nhau bởi một liên kết peptide. Miền đầu-N có nếp gấp α/β hydrolase, đây là cấu trúc hình cầu chứa một gấp nếp β trung tâm được xoắn α bao xung quanh. Miền đầu-C có hình sandwich β, hình thành bởi hai tấm β giống một hình trụ thuôn dài.

## Ý nghĩa lâm sàng
Thiếu lipoprotein lipase dẫn đến tăng triglyceride máu. Ở chuột, sự biểu hiện quá mức của LPL đã được chứng minh là gây kháng insulin, gây béo phì.
Một phản ứng LPL mô mỡ cao đối với chế độ ăn nhiều carbohydrate dẫn đến tăng mỡ. Một nghiên cứu báo cáo rằng các đối tượng tăng mỡ trong bốn năm, nếu sau khi thực hiện chế độ ăn nhiều carbohydrate, họ đã phản ứng với sự gia tăng hoạt động LPL mô mỡ trên mỗi tế bào mỡ hoặc giảm hoạt động LPL cơ xương.
Biểu hiện LPL đã được chứng minh là một yếu tố tiên lượng trong bệnh bạch cầu lympho bào mãn tính. Trong rối loạn huyết học này, LPL có vẻ như là nguồn cung cấp axit béo với vai trò nguồn năng lượng cho các tế bào ác tính. Do đó, nồng độ LPL mRNA hoặc protein tăng cao được coi là chỉ số tiên lượng xấu.

## Trong các sinh vật khác
Gen LPL có trong các động vật có xương sống. Lipoprotein lipase có liên quan đến việc vận chuyển lipid trong nhau thai của thằn lằn Pseudemoia entrecasteauxii.

## Bản đồ đường tương tác
Bản mẫu:StatinPathway WP430